# Gavin Newsom
Gavin Christopher Newsom (født 10. oktober 1967 i San Francisco, USA) er en amerikansk politiker og forretningsmand som  siden januar 2019 har været guvernør i Californien. Han er medlem af det Demokratiske parti og var viceguvernør fra 2011 til 2019 og borgmester i San Francisco fra 2004 til 2011.
Newsom har en bachelorgrad i statskundskab fra Santa Clara University. I 1992 startede han en vinhandel som siden er vokset til en kæde med adskillige forretninger inkl. vingårde, restauranter og hoteller.
Newsom begyndte sit politiske arbejde i 1995 da han støttede Willie Browns succesfulde valgkamp for at blive borgmester i San Francisco. Året efter udnævnte borgmester Brown Newsom til en post i byen parkerings- og trafikkommission, og i 1997 blev Newsom udnævnt af Brown en ledig post i San Franciscos byråd. Newsom blev efterfølgende valgt til byrådet i 1998, 2000 og 2002. I 2003 blev Newsom valgt til borgmester i San Francisco. Han var som 36-årig den yngste borgmester i byen i hundrede år. Newsom blev genvalgt i 2007 med 72 % af stemmerne.
Newsom blev valgt til viceguvernør i Californien i 2010 og genvalgt til posten i 2014. Han blev valgt som guvernør i 2018. Newsom er kritiseret for blandt andet sin håndtering af COVID-19-pandemien i Californien, herunder for en langsom start på vaccinationsprogrammet og timingen og omfanget af COVID-19-restriktioner. Efter en underskriftindsamling med mere end 1,6 millioner underskrifter blev der afholdt en folkeafstemning 14. september 2021 i Californien om at afsætte ham fra guvernørposten i Californien. Med to tredjedele af stemmerne optalt 15. september har Newsom et så stort forspring at han ifølge Associated Press er sikker på at vinde afstemningen.